# Mayu Watanabe
Mayu Watanabe (渡辺麻友, Watanabe Mayu, née le 26 mars 1994 à Saitama, Japon) est une chanteuse et idole japonaise, membre du groupe de J-pop AKB48 de 2007 à 2017.

## Biographie
Mayu auditionne pour les AKB48 et est alors placée dans la nouvellement créée Team B. Sa première apparition dans un single sera sur BINGO!. Sans compter les singles dont les membres ont été choisies par des tournois de papier-caillou-ciseaux, elle a été présente dans toutes les A-Sides du groupe depuis. 
Dès 2008, elle fait aussi partie en parallèle des sous-groupes Okashina Sisters et Watarirōka Hashiritai (renommé Watarirōka Hashiritai 7 en 2011).
En 2009, elle s'est placée à la quatrième place à la grande élection du groupe qui déterminait les membres du treizième single. Elle perd une place et se placera cinquième l'année suivante pour le dix-septième single,.
Le 13 mai 2011, elle publie son premier album photo, Mayuyu. Elle déclare alors qu'il est 《 rempli d'une foule d'expressions qu'elle n'a jamais montré jusque-là. J'en suis vraiment ravie ! 》. En ce qui concerne la photo de nu en couverture, elle explique :《 Bien que je sois embarrassée, j'ai fais de mon mieux pour cette couverture, donc je souhaite qu'un maximum de personnes la regarde ! 》. Lors des élections générales de 2011, elle se place cinquième.
En 2012, Mayu obtient son premier rôle principal en tant qu'actrice d'un drame japonais, Saba Doll, où elle incarne une professeur de 38 ans dans un lycée à la dérive tout en ayant une vie cachée d'idole. Durant la même période, le 29 février, elle sort son premier single solo, Synchro Tokimeki, qui sera utilisé pour le générique d'ouverture de la série. Le thème de fin sur le style enka est quant à lui une des B-side du single.
Mayu participe depuis sa création au dessin animé AKB0048 en tant que doubleuse. Elle parle alors pour Chieri Sono, et est membre du sous-groupe des AKB48 nommé NO NAME, qui chante le générique d'introduction du dessin animé.
Elle se classe deuxième aux élections générales de 2012 avec 72574 votes,. Le 24 août, durant la redistribution des Teams du concert des AKB48 au Tokyo Dome, elle devient membre de la Team A. Le 25 juillet 2012, elle sort son second single solo, Onona Jelly Beans. Dès le 21 novembre, son troisième single, "Hikaru Monotachi" est rendu disponible.
En 2013, elle reçoit pour la première fois la place centrale du groupe dans le trentième single So long!, sorti le 20 février. Elle sort peu après son second album photo, Seifuku Zukan Saigo no Seifuku. Mayu arrive troisième à l'élection générale avec 101120 votes, et sort un mois après son quatrième single Rappa Renshūchū Une compétition a alors eu lieu pour décider de la couverture d'un des singles.
Lors du grand shuffle d'AKB48 et ses groupes-sœurs en février 2014, Mayu est transférée chez la Team B d'AKB48.
Elle met fin à sa carrière dans l'univers du divertissement le 31 mai 2020 pour des raisons de santé.

## Discographie en solo

### En solo
Singles
| Année | # | Titre                                    | Date de sortie   | Position                    | Position                 | Position                  | Ventes (Oricon)  | Ventes (Oricon) |
| Année | # | Titre                                    | Date de sortie   | Oricon Weekly Singles Chart | Billboard Japan Hot 100* | RIAJ Digital Track Chart* | Première semaine | Total           |
| ----- | - | ---------------------------------------- | ---------------- | --------------------------- | ------------------------ | ------------------------- | ---------------- | --------------- |
| 2012  | 1 | Synchro Tokimeki (シンクロときめき)      | 29 février 2012  | 2                           | 2                        | 9                         | 123 237          | 158 884         |
| 2012  | 2 | Otona Jelly Beans (大人ジェリービーンズ) | 25 juillet 2012  | 3                           | 3                        | 9                         | 87 993           | 109 309         |
| 2012  | 3 | Hikaru Monotachi (ヒカルものたち)        | 21 novembre 2012 | 1                           | 3                        |                           | 91 907           | 122 381         |
| 2013  | 4 | Rappa Renshūchū (ラッパ練習中)           | 10 juillet 2013  | 3                           | 5                        |                           | 67 329           | 95 379          |
| 2015  | 5 | Deai No Tsuzuki (出逢いの続き)           | 10 juin 2015     | 2                           | 3                        |                           | 48 240           |                 |

## Discographie en groupes

### Avec Watariroka Hashiritai
Album
1. 13 octobre 2010 : Rōka wa Hashiru na!

Singles
1. 28 janvier 2009 : Hatsukoi Dash / Aoi Mirai (初恋ダッシュ／青い未来?)  (+ Koi no Chewing (恋のチューイング?) par Okashina Sisters)
2. 22 avril 2009 : Yaruki Hanabi (やる気花火?)
3. 11 novembre 2009 : Kanpeki Gu~none (完璧ぐ～のね?)
4. 17 mars 2010 : AkKanbe Bashi (アッカンベー橋?)
5. 30 juin 2010 : Seishun no Flag (青春のフラッグ?)
6. 1er septembre 2010 : Gyu (ギュッ?)
7. 1er février 2011 : Valentine Kiss (バレンタイン・キッス?)
8. 3 août 2011 : Etappi Wink (へたっぴウィンク?)
9. 30 novembre 2011 : Kibō Sanmyaku (希望山脈?)
10. 30 mai 2012 : Shōnen yo Uso wo Tsuke (少年よ 嘘をつけ！?)

### Avec AKB48
Albums
| Date de sortie   | Titre                                  | Titre original                             | Remarques                                        |
| ---------------- | -------------------------------------- | ------------------------------------------ | ------------------------------------------------ |
| 1er janvier 2008 | Set List - Greatest Songs 2006-2007    | SET LIST〜グレイテストソングス 2006-2007〜 | Premier album / Compilations singles et faces B  |
| 7 avril 2010     | Kamikyokutachi                         | 神曲たち                                   | Deuxième album / Compilations singles et faces B |
| 14 juillet 2010  | SET LIST - Greatest Songs - Kanzen Ban | SET LIST〜グレイテストソングス〜完全盤     | Ré-édition                                       |
| 8 juin 2011      | Koko ni Ita Koto                       | ここにいたこと                             | Troisième album et premier album original        |
| 15 août 2012     | 1830m                                  | 1 830 m                                    | Quatrième album et deuxième album original       |
| 22 janvier 2014  | Tsugi no Ashiato                       | 次の足跡                                   | Cinquième album et troisième album original      |
| 21 janvier 2015  | Koko ga Rhodes da, Koko de tobe!       | ここがロドスだ、ここで跳べ!                | Sixième album et quatrième album original        |
| 18 novembre 2015 | 0 to 1 no Aida                         | 0と1の間                                   | Compilations singles                             |

Singles
| no | Date de sortie   | Titre | Titre original | Remarques               |
| -- | ---------------- | --- | --- | ----------------------- |
| 4  | 18 juillet 2007  | BINGO ! | BINGO ! |                         |
| 5  | 8 août 2007      | Boku no Taiyō | 僕の太陽 |                         |
| 6  | 31 octobre 2007  | Yūhi wo Miteiru ka ? | 夕陽を見ているか? |                         |
| 7  | 23 janvier 2008  | Romance, Irane | ロマンス、イラネ |                         |
| 8  | 27 février 2008  | Sakura no Hanabiratachi 2008 | 桜の花びらたち2008 |                         |
| 9  | 13 juin 2008     | Baby ! Baby ! | BABY ! BABY ! |                         |
| 10 | 22 octobre 2008  | Ōgoe Diamond | 大声ダイヤモンド |                         |
| 11 | 4 mars 2009      | 10nen Sakura | 10年桜 |                         |
| 12 | 24 juin 2009     | Namida Surprise ! | 涙サプライズ! |                         |
| 13 | 26 août 2009     | Iiwake Maybe | 言い訳Maybe | 4e au élection générale |
| 14 | 21 octobre 2009  | RIVER | RIVER |                         |
| 15 | 17 février 2010  | Sakura no Shiori | 桜の栞 |                         |
| 16 | 26 mai 2010      | Ponytail to Shushu | ポニーテールとシュシュ |                         |
| 17 | 18 août 2010     | Heavy Rotation | ヘビーローテーション | 5e au élection générale |
| 18 | 27 octobre 2010  | Beginner | Beginner |                         |
| 19 | 8 décembre 2010  | Chance no Junban | チャンスの順番 |                         |
| 20 | 16 février 2011  | Sakura no Ki ni Narō | 桜の木になろう |                         |
| 21 | 25 mai 2011      | Everyday, Kachūsha | Everyday、カチューシャ |                         |
| 22 | 24 août 2011     | Flying Get | フライングゲット | 5e au élection générale |
| 23 | 26 octobre 2011  | Kaze wa Fuiteiru | 風は吹いている |                         |
| 24 | 7 décembre 2011  | Ue Kara Mariko | 上からマリコ |                         |
| 25 | 15 février 2012  | GIVE ME FIVE! | GIVE ME FIVE ! |                         |
| 26 | 23 mai 2012      | Manatsu no Sounds good! | 真夏のSounds good! |                         |
| 27 | 29 août 2012     | Gingham Check | Gingham Check | 2e au élection générale |
| 28 | 31 octobre 2012  | UZA | UZA |                         |
| 29 | 5 décembre 2012  | Eien Pressure | 永遠プレッシャー |                         |
| 30 | 20 février 2013  | So long ! | So long ! |                         |
| 31 | 22 mai 2013      | Sayonara Crawl | さよならクロール | centre                  |
| 32 | 21 août 2013     | Koi Suru Fortune Cookie | 恋するフォーチュンクッキー | 3e au élection générale |
| 33 | 30 octobre 2013  | Heart Electric | ハート・エレキ |                         |
| 34 | 11 décembre 2013 | Suzukake no Ki no Michi de "Kimi no Hohoemi o Yume ni Miru" to Itte Shimattara Bokutachi no Kankei wa Dō Kawatte Shimau no ka, Bokunari ni Nan-nichi ka Kangaeta Ue de no Yaya Kihazukashii Ketsuron no Yō na Mono | 鈴懸の木の道で「君の微笑みを夢に見る」と言ってしまったら僕たちの関係はどう変わってしまうのか、僕なりに何日か考えた上でのやや気恥ずかしい結論のようなもの? |                         |
| 35 | 26 février 2014  | Mae Shika Mukanee | 前しか向かねえ |                         |
| 36 | 21 mai 2014      | Labrador Retriever | ラブラドール・レトリバー | centre                  |
| 37 | 27 août 2014     | Kokoro No Placard | 心のプラカード | 1e au élection générale |
| 38 | 26 novembre 2014 | Kibouteki Refrain | 希望的リフレイン | centre                  |
| 39 | 4 mars 2015      | Green Flash | Green Flash |                         |
| 40 | 20 mai 2015      | Bokutachi wa Tatakawanai | 僕たちは戦わない |                         |
| 41 | 26 août 2015     | Halloween Night | ハロウィーン・ナイト | 3e au élection générale |
| 42 | 9 décembre 2015  | Kuchibiru ni Be My Baby | 唇にBe My Baby |                         |
| 43 | 9 mars 2016      | Kimi wa Melody | 君はメロディー |                         |
| 44 | 1er juin 2016    | Tsubasa wa Iranai | 翼はいらない |                         |
| 45 | 31 août 2016     | LOVE TRIP / Shiawase o Wakenasai | LOVE TRIP/しあわせを分けなさい | 2e au élection générale |

## Filmographie
Film
- 2009 : Three Day Boys (スリーデイボーイズ?)

Drama
- 2010 : Majisuka Gakuen (en) (rôle de Nezumi)
- 2011 : Majisuka Gakuen 2 (rôle de Nezumi)
- 2012 : Saba Doll (rôle de Usa Shijimi)
- 2016 : Crow's Blood (rôle de Kaoru Isozaki)[21]

Anime
- 2012 : Crayon-chan (rôle de Mayuyu)
- 2012 : AKB0048 (rôle de Chieri Sono)
- 2012 : Nerawareta Gakuen (en) (ねらわれた学園?) (rôle de Natsuki Ryôura)
- 2013 : AKB0048 Next Stage (rôle de Chieri Sono)